# Шахинбей
Шахинбей (тур. Şahinbey) — город и район в провинции Газиантеп (Турция), в настоящее время является частью города Газиантеп.

## История
Люди жили в этих местах с доисторических времён. В XVI веке султан Селим I завоевал эти земли и включил их в состав Османской империи. Город был назван в честь Шахин-бея, убитого во время французской оккупации после Первой мировой войны.